# Erlenmoor-Flechtenbärchen
Das Erlenmoor-Flechtenbärchen (Pelosia muscerda), auch Mausgraues Flechtenbärchen oder Erlenmoor-Flechtenspinner genannt, ist ein Schmetterling (Nachtfalter) aus der Eulenfalter-Unterfamilie der Bärenspinner (Arctiinae).

## Merkmale

### Falter
Die Falter besitzen eine Flügelspannweite von 22 bis 29 Millimetern bei den Männchen und von 24 bis 29 Millimetern bei den Weibchen. Ihre Vorderflügel sind lang und schmal und  haben meist eine helle graubraune, mausgraue oder schiefergraue Grundfarbe, von der sich einige schwarze Punkte oder sehr kurze Striche abheben. Die zeichnungslosen Hinterflügel haben die gleiche Grundfarbe wie die Vorderflügel, sind jedoch etwas aufgehellt.

### Raupe
Erwachsene Raupen sind schwarzbraun gefärbt und an den Punktwarzen mit Borstenbüscheln versehen. Ab dem vierten Segment sind einige helle Flecke zu erkennen.

### Ähnliche Arten
Eine gewisse Ähnlichkeit besteht zum Schilf-Flechtenbärchen (Pelosia obtusa), das jedoch stärker bräunlich gefärbt ist und kürzere Vorderflügel besitzt. Auch sind die Punkte auf den Vorderflügeln von dunkler, brauner Farbe.

## Geographische Verbreitung und Vorkommen
Das Verbreitungsgebiet der Art erstreckt sich von Mitteleuropa durch Asien bis zum Pazifik. Sie besiedelt bevorzugt Erlen- und Bruchwälder sowie Flussauen, Moore und andere Feuchtgebiete.

## Lebensweise
Die nachtaktiven Falter bilden eine Generation im Jahr, die in den Monaten Juni bis September anzutreffen ist. Sie saugen zuweilen an den Blüten von Wasserdost (Eupatorium) und besuchen gerne künstliche Lichtquellen sowie zuweilen in großer Anzahl auch Köder. Die Raupen treten ab dem Spätsommer auf und ernähren sich von Algen, Flechten und welkem Laub. Sie überwintern.

## Gefährdung
Das Erlenmoor-Flechtenbärchen kommt in den deutschen Bundesländern in unterschiedlicher Anzahl vor und wird in Deutschland auf der Roten Liste als „nicht gefährdet“ geführt.